# Jean-Pierre Hamonet
Pour les articles homonymes, voir Hamonet.
Jean-Pierre Hamonet, né le 18 juillet 1932 à La Bouillie dans le département français des Côtes-du-Nord, et mort le 25 novembre 2007, est un artiste-peintre et maire français.

## Biographie
Jean-Pierre Hamonet naît le 18 juillet 1932 à La Bouillie.
Il expose au Salon de la Jeune Peinture à Paris à partir de 1959 et à la Biennale de Paris en 1961, 1963 et 1965. Il fait aussi des expositions individuelles à Paris en 1963 et 1965 ainsi qu'à Dallas en 1963. Sa peinture, subjuguée dans sa coloration, est allusive et silencieuse et crée un certain malaise. Il est également le maire de Montaulieu pendant trois mandats, de 1990 à 2007.

## Œuvre
- Montaulieu par les Pilles, 1963, huile de 195 x 130[4]